# Mayrornis versicolor
El monarca versicolor o monarca de Ogea (Mayrornis versicolor) es una especie de ave paseriforme de la familia Monarchidae endémica de las islas de Ogea Driki y Ogea Levu, en el grupo Lau ubicadas en el sureste de Fiyi.
Su hábitat natural son los bosques bajos húmedos subtropicales o tropicales. Se sabe poco sobre esta especie, se alimenta de insectos y se reproduce hacia julio. No se cree que esta especie esté amenazada por perdida de hábitat, pero si se la considera vulnerable a causa de lo reducido del territorio en el que vive y la posibilidad de que depredadores introducidos la puedan cazar.